# 朝鮮紀行

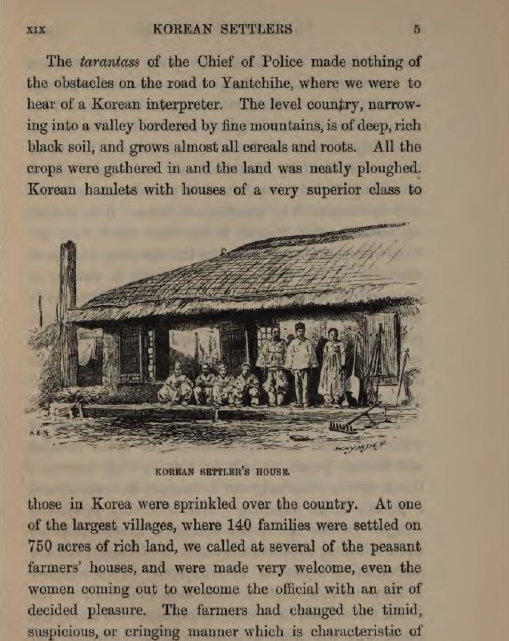
『朝鮮紀行』の中の1ページ

『朝鮮紀行』（ちょうせんきこう、Korea and Her Neighbours）はイザベラ・バードが1894年（明治27年）から1897年（明治30年）にかけて、4度にわたり最末期の李氏朝鮮（朝鮮王朝）を訪れた旅行の記録。当時の朝鮮の風俗、社会、政治情勢などを知ることのできる歴史的資料である。

## 概要

### 釜山の印象
日本探索を終えてから、日本経由で釜山に上陸したバードは、高台にある外国人居留地の周りの杉林が1592年からの文禄・慶長の役の際に日本の豊臣秀吉軍による植林によるものと記し、また釜山の旧市街が同じく文禄・慶長の役の占領の際に、日本人によって手がけられたと記している（「砦はとても古いものの、中の市街は三世紀前の構想に沿って日本人の手によって近代化されている」）。
狭くて汚い通りを形づくっていて、骨組みに土を塗って建てた低い上に窓がなく、屋根はわらぶきで軒が深く、どの壁にも地面から2フィートのところに黒い排煙用の穴があるあばら家の外側にはたいがい不規則な形の溝が掘ってあり、固体および液体のごみがたまっているために釜山は朝鮮の中でもみすぼらしいところなのだろうと思ったが、それらは朝鮮の街で一般的であることを後の体験で知ったと述べている。

### 朝鮮の町並みとソウルの悪臭
バードは本書の中で、ソウル、条約港、幹線道路の周辺のはげ山は非常に目につき、儒教の影響で国内で見下されている手工業は不振で美術工芸は何もなく、国土の有様に関しても不幸な未来を抱かせると述べている。朝鮮半島南部の大部分は、墓地理由を除き皆無であったと記している。1894年の訪問時のソウルに関して、道は牛がすれ違えないほど細く迷路のようであり、家から出た汚物によって悪臭が酷く、北京を見るまで「ソウルこそこの世で一番不潔な町」だとし、「紹興へ行くまではソウルの悪臭こそこの世で一番ひどいにおいだ」「都会であり首都であるにしては、そのお粗末さは実に形容しがたい」と記している。また、人工の道や橋も少なく、「あっても夏には土埃が厚くて、冬にはぬかるみ、ならしてない場合はでこぼこの地面と、突き出た岩の上をわだちが通っている。道といっても獣や人間の通行でどうやら識別可能な程度についた通路に過ぎない」、小川というか下水というか水路について、「蓋のない広い水路を暗くよどんだ水が、かつては砂利だった川底に堆積した排泄物やごみの間を悪臭を漂わせながらゆっくりと流れていく」と記している。1660年～1864年の間に死亡者が多数発生した疫病は79回あるとして、このうち一回で10万人以上が死亡した場合は6回もあったと不衛生さを述べている。また、ソウルには芸術品はまったくなく、古代の遺跡もわずかで、公園もなければ、まれな例外を除けば見るべきイベントも劇場もなく、旧跡も図書館も文献もなく、宗教におよそ無関心であったため寺院もなく、迷信が影響力をもつため墓地もない、と驚いた。孔子廟と碑を除くと公認の寺院がひとつもなく、城内に僧侶が入ると死刑に処せられかねないため、清や日本ならどんなみすぼらしい町にでもある堂々とした宗教建築物の与える迫力がソウルにはないとしている。他方、金剛山の長安寺では「天国にいるような心地の二日間」を過ごすことができたと賞賛している。
貨幣・通貨の流通については、銀行が町にないと記しており、また日本の円がソウルと条約港で通用したことを記している。

### 日清戦争後のソウル環境改善の印象
バードによると、ワシントンで市政運営について学んだ知性と手腕の市長（漢城府伴尹）李采淵が、1897年から税関長マクレヴィ・ブラウンの提案のもとに、市内環境改善を行なっており、「不潔さでならぶもののなかったソウルは、いまや極東で一番清潔な都市に変わろうとしている！（講談社学術文庫版p545）」「路地には悪臭が漂い、冬にはあらゆる汚物が堆積し、くるぶしまで汚泥に埋まるほど道のぬかるんでいた不潔きまわりない旧ソウルは、みるみる地表から姿を消そうとしている（同頁）」と記載し、改善点を具体的に列挙し、「首都修復は朝鮮式の法則に従ったもので、西洋化されているのではないことを念頭に置かなければならない（同p546）」と記している。その結果、ソウルの街並み環境は著しく改善し、バードは、1894年当時そのままの姿の残るスラムを写真に撮ろうとしたが、「そんな場所はどこにも見つからなかった」と記載する程の改善を見せた（同p546）。

### 乙未事変
1895年10月、乙未事変の一報に接すると、閔妃に愛情を抱いていたバードは、日本の当局の妨害をものともせず、漢城に向かう。これが3度目の朝鮮訪問となった。約2か月漢城に滞在し、閔氏殺害について子細に記録した。事件について「野蛮な殺害」、「乱暴な暗殺」、「悪魔的な殺害」と表現し、この流血の所業がソウル駐在日本公使館の手になる野蛮なクーデターであることを記載している首謀者の三浦梧楼と配下の蛮行とされている。

### 同族統治と他族統治下での朝鮮人の違い
また、ロシア国境部の沿海州ではロシアの影響により近代化が進んでおり、水路が整備され、衛生にも配慮され、そこに住む朝鮮人の家屋は朝鮮半島のものより立派、彼らは大半が飢饉から逃げだしてきた飢えた人々だっだと記述した上で、「朝鮮にいたとき、わたしは朝鮮人というのはくずのような民族でその状態は望みなしと考えていた」と朝鮮半島での朝鮮人たちと違う沿海州の朝鮮人でその考えを大いに修正しなければならなくなったことを明かした。朝鮮中の誰もが貧しさは自分の最良の防衛手段であり、自分とその家族の衣食を賄う以上のものを持てば、貪欲で腐敗した官僚に奪われてしまうことを知っているのだと分析している。沿海州の朝鮮人の裕福さや品行のよさから「朝鮮本国においても真摯な行政と収入の保護さえあれば、人々は徐々にまっとうな人間となりうるのではないかという望みをわたしにいだかせる」と朝鮮半島が他国の統治を受ければ半島の人々も沿海州の朝鮮人になることが可能であることとしている。
イザベルは国王が事実上朝鮮政府そのものになっていて、憲法がなく議会も存在しないのである以上、国王の公布した勅令以外に法律はないことにある。朝鮮半島の朝鮮人が豊かになるためには2つの条件が不可欠であるとして 、「朝鮮にはその内部からみずからを改革する能力がないので、外部から改革されねばならない」、「（王制を残すなら）国王の権限は厳重かつ恒常的な憲法上の抑制を受けねばならない」と結論づけている。残虐だった刑罰について、日本の影響下に入った後は拷問は廃止されたし、切断された首や胴体をさらしたり、笞打ちや身体のそぎ切りで死にいたらしめるような刑罰も禁止された。

### 朝鮮の農業・畜産業
バードによると日本人の細かなところにも目のいく几帳面さや清国人の手の込んだ倹約ぶりに比べると、朝鮮人の農業は無駄が多くてしまりがないと述べている。朝鮮では牛の喉を切り開いた切り口に栓をしてしおいてから手斧を取り、牛の尻を死ぬまでなぐる。一時間ほどかかる作業中に、牛は意識を失うまで恐怖と苦痛にあうが、この手法が使われる理由は、わずか少量の出血しか起こらないために血液がそのまま残り、その結果重量が減らないので売り手には得だからである。

### 李氏朝鮮における宗教
バードによると朝鮮の都市には寺院や聖職者の姿がない。家々には神棚がなく、 村祭りには神輿もなければ、偶像を運ぶ行列もなく、婚礼や葬儀では聖職者が祝福をしたり冥福を祈ったりすることがない。朝鮮の仏教は日本の大きな仏教改革派の特色である正義を求める崇高な目的や向上心は何も見られないとして、朝鮮の修行僧たちはひどく無学で迷信深く、 自ら信仰している宗教の歴史や教義についてほとんど何も知らなかったと記している。 大半の修行僧からバードが受けた印象は、彼らは何の意味もなく宗教的な儀式や作業を行っており、何人かの例外を除いて、信仰を持っていないというものであった。 実際に朝鮮人からも僧たちは放蕩者だと考えられていて見下されていた。

### 李氏朝鮮の両班・官僚・刑罰・民族性
朝鮮には実質階級が盗む側と盗まれる側の2つであり、両班から登用された官僚階級は公認の吸血鬼であり、人口の5分の4をゆうに占める非貴族は文字通り「下の人間」で、吸血鬼に血を提供することがその存在理由となっていた。宗主国中国の影響のもとに、朝鮮の両班たちは貴族社会の全体的風潮である搾取と暴政をこれまで事実上ほしいままにしてきた。
朝鮮の官僚については、日本の発展に興味を持つ者も少数はいたものの、多くの者は搾取や不正利得ができなくなるという私利私欲のために改革に反対していたとし、堕落しきった朝鮮の官僚制度の浄化に日本は着手したが、それは困難きわまりなかったと述べている。朝鮮国内は全土が官僚主義に色濃く染まっている。官僚主義の悪弊がおびただしくはびこっているばかりでなく、政府の機構全体が悪習そのもの、底もないほどの腐敗の海、略奪の機関で、あらゆる勤勉の芽という芽をつぶしてしまう。職位や賞罰は商品同様に売買され、政府が急速に衰退しても、被支配者を食い物にする権利だけは存続していた。
バードは朝鮮の災いとして、両班を上げている。彼らは自分では何も持たない。自分のキセルですらである。両班の学生は書斎から学校へ行くのに自分の本すら持たない。この階級に属する者は旅行をするとき、大勢のお供をかき集められるだけかき集め引き連れていくことになっている。本人は従僕に引かせた馬に乗るのであるが、両班に求められるのは究極の無能さ加減として、従者たちは近くの住民を脅して、飼っている鶏や卵を奪い、金を払わない。酔っぱらいが美名となることは朝鮮の特徴であり、酔っぱらって正気を失うまで酒を飲んだとしても、恥とはみなされない。食事が終わるころには酔いつぶれて床に寝転がっていても、地位を失うことはなく、酔いがさめれば、贅沢ができるほどゆとりがあるのはすばらしいと賛辞を受ける。
朝鮮人の処罰方法が独特であり、役所の雑卒が罪人を殺傷する。 罪人が苦痛に叫ぶ声は近くのイギリス伝導館の中にまで聞こえてきたと記している。また、身分制度に関して、両班は究極に無能であり、その従者たちは金を払わず住民を脅して鶏や卵を奪っているとしている。両班は公認の吸血鬼であり、ソウルには「盗む側」と「盗まれる側」の二つの身分しかないと述べている。 貯金をしていると近所の人に告げ口されようものなら、官僚がそれを貸せと言ってきて、貸せば元金も利子も返済されず、貸すのを断れば罪をでっちあげられて投獄され、本人あるいは身内が要求金額を用意しないかぎり笞で打たれる。「朝鮮にいたとき、わたしは朝鮮人というのはくずのような民族でその状態は望みなしと考えていた」と思わせていた朝鮮の不治の病は、「何千人もの五体満足な人間が自分たちより暮らし向きのいい親戚や友人にのうのうとたかっている」として、人の親切につけこむ体質にあり、たかることをなんら恥とせずに、非難する世論もないことだとしている。朝鮮ではある程度の収入のある男は、多数の自分の親族と妻の親族、更には自分の友人、自分の親族の友人を扶養しなければならなかった。人々は多額のメリットある官職に就こうとし、職位は商品として売買されていた。

### 男尊女卑・教育
漢江沿いの村々には私塾があり、生徒は文人階級の子弟に限られ、学習するのは漢文のみで、 これはあらゆる朝鮮人の野心の的である官職への足がかりとなっていた。ハングルは軽蔑されて使用されていなかった。 イザベラは朝鮮人を外国語をたちまち習得してしまい、清国人や日本人より流暢にまたずっと優秀なアクセントで話すと呑み込みが早く、その理解の速さと明敏さがあると高評価した一方、猜疑心・狡猾さ・不誠実さがあり、男同士の信頼はないと述べている。朝鮮半島にいる朝鮮人に蔓延している狭量、マンネリズム、慢心、尊大、 手仕事を蔑視する誤ったプライド、 寛容な公共心や社会的信頼を破壊する自己中心の個人主義、2000年前からの慣習と伝統に隷属した思考と行動、知識に関する視野の狭さ、浅薄な倫理観、女性蔑視と言ったものは朝鮮の教育制度の産物 と結論づけている。
7歳で男女別々になり、女子は厳しく奥にこもらされて結婚前は父親と兄弟以外、また結婚後は実家と嫁ぎ先の親族以外、男性とは全く会えなくなる。婚期を逃した朝鮮の未婚女性は、尼寺に追いやられてしまう。 7歳の時から父親の家の内庭で外界とは一切の接触なしに育った朝鮮女性は、17歳頃義父の家に移され、完全に家から出ない。出生時から息子の方が家での格が上であり、先祖の祭祀を中心とする男子単系血族集団である宗教の称号であった「姓」にも入れてもらえず、息子が結婚して嫁の手助けを得るまでは一人で朝から夜遅くまで働き、身なりに気をまわすことなどできなかった。女性の中では、出産した女性のみが許される胸を出した格好（乳出しチョゴリ）こそ一人前扱いされた。実家の両親から出生してすぐに授かった名前は結婚後には使われなくなり、花嫁は「○○の奥さん」や「○○のお母さん」としか呼ばれなくなる。 夫は妻をヨボと呼ぶが、これは朝鮮語で「こちらを見よ」という意味であり、夫に対する妻の明確な男尊女卑の上下関係を示唆している。沈黙は妻の務めの第一と考えられていて、 結婚式の日は特に花嫁は終日彫像のごとく無言でいなければならないと決まっていた。義実家で反抗した非貴族階層の女の場合、厳しく打ちすえられて命令に従わされた。
朝鮮の非貴族女性について、「粗野で礼儀を知らず、日本の同じ階層の女性のしとやかさや清国の農婦の節度や親切心からはおよそ程遠い 」として、着ている白い服は茶色く汚れていて、夜遅くまで休みなく洗濯するのは自分たちでも、綺麗な服を着るのは男の専売特許と考えているみたいだとしている。名誉殺人があり、故意と偶然に関わらず、よその男と手が触れ合っただけでも、娘は父親、妻は夫に殺され、更には自害する女性すらいた。女性で教育を受けることが出来るのは妓生(キーセン)のみであった。大事な賓客をもてなす伎生は客と同じレベルの話題についていけるように、国の運営する養成学校で歌舞などとあわせて教育を受けた。伎生を除く女向けの教育機関はなく、上流階級の女性は文字が読めるものの、読み書きのできる朝鮮女性は1000にひとりと記している。朝鮮の女性は白丁という最下層の人が外で働くことがあっても、ほとんどの夫人は家の奥に押し込められていて、住んでる街並さえも見たことがない人が多いと述べている。朝鮮人には家はあっても家庭はないとし、夫婦は別個に暮らし、社交や家の外の関心事と言った共通の絆が夫婦にない。 夫の遊興の仲間や相手は、同性の友人知人や伎生、その夫婦関係はある朝鮮人紳士がバードに語った「結婚するのは妻、惚れているのは妾」という簡潔な言葉に要約されると結論づけている。

## 翻訳
日本語訳は、1993年（平成5年） - 1994年（平成6年）に、朴尚得訳が平凡社東洋文庫・全2巻で出版された。
1995年（平成7年）に、時岡敬子訳が図書出版社で、文庫新版が1998年（平成10年）に講談社学術文庫で出版された。なお戦前の1925年に、抄訳版が『三十年前の朝鮮』の題で出版され復刻版もある。
- イサベラ・バード『朝鮮奥地紀行』 1巻、朴尚得訳、平凡社〈東洋文庫572〉、1993年12月。ISBN 4-582-80572-8。
- イサベラ・バード『朝鮮奥地紀行』 2巻、朴尚得訳、平凡社〈東洋文庫573〉、1994年1月。ISBN 4-582-80573-6。
  - イサベラ・バード『朝鮮奥地紀行』 1巻、朴尚得訳、平凡社〈ワイド版東洋文庫572〉、2009年9月。ISBN 978-4-256-80572-5。
  - イサベラ・バード『朝鮮奥地紀行』 2巻、朴尚得訳、平凡社〈ワイド版東洋文庫573〉、2009年9月。ISBN 978-4-256-80573-2。
- イザベラ・ビショップ『朝鮮紀行』時岡敬子訳、図書出版社〈海外旅行選書〉、1994年1月。ISBN 4-8099-0724-4。
  - イザベラ・バード『朝鮮紀行――英国婦人の見た李朝末期』時岡敬子訳、講談社〈講談社学術文庫〉、1998年8月。ISBN 4-06-159340-4。
- バード・ビショップ 編『三十年前の朝鮮』工藤重雄訳（復刻版）、龍溪書舎〈韓国併合史研究資料66〉、2008年1月。ISBN 978-4-8447-0011-1。 - 抄訳版。東亜経済時報社（大正14年刊）を復刻。国立国会図書館デジタル化資料

## 原著(新版)
- Isabella Lucy Bird (May 24, 2004). Korea and Her Neighbours: A Narrative of Travel, with an Account of the Recent Vicissitudes and Present Position of the Country. Adamant Media Corporation. ISBN 14021-44970
- Isabella Lucy Bird (December 17, 2008). Korea and Her Neighbours. Slusser Press. ISBN 14437-85075
- Isabella Lucy Bird (March 8, 2012). Korea and her Neighbours 2 Volume Set: A Narrative of Travel, with an Account of the Recent Vicissitudes and Present Position of the Country. Cambridge University Press. ISBN 978-1108045773